# 莫天賜
莫天賜（英語：Alan Morris，1938年—2014年1月27日）是香港一名著名食評家及飲食作家，於香港元朗錦田出生。

## 家族
莫天賜為多國混血兒，擁有威爾斯、德國及伊朗血統，莫父是英裔香港教育家莫理士（Alfred Morris，OStJ），在1905年乘坐西姆拉號（Simla）來港，於同年6月16日成為西營盤官學堂（即英皇書院的前身）校長，接替於同年1月1日調任維多利亞英童學校（Victoria School）的威廉士校長（Mr. Williams）。1926年，莫理士成為英皇書院首任校長，任內兼任香港大學教授，1934年退休後創辦聖約翰婦孺醫院。莫理士生前獲英皇佐治五世封贈大英帝國聖約翰官佐勳銜，因而擁有自己的家族紋章。
妻子莫何敏儀為香港第一代電視藝員及現任兒童癌病基金會副會長、其女莫文蔚（Karen Joy Morris）為著名香港歌手及演員、其長子莫理斯（Trevor Morris）則為英國劍橋大學法律博士，曾在白金漢大學任教。

## 早年
莫天賜在其出生地錦田長大，並於該處的鄧氏光裕祠堂就讀私塾小學。中學就讀拔萃男書院，期間自學易經、道家、方術，中醫、卜、星、相書等，所以被稱為中國通、國學學者，並家傳不少養生、健康、湯飲、食譜。

## 逝世
2014年1月27日，莫天賜因心臟病發於家中猝逝，享年76歲。

## 著作
- 《真正能預言的天書推背圖》
- 《一九三四年香港仙乩及珍藏預言》
- 《給莫文蔚的健美湯飲》
- 《給莫文蔚的健美食譜》
- 《莫文蔚至愛家傳湯飲》[5]

## 外部參考
1. 1 2  . 文匯報 (香港). 2004-06-30  [2021-05-16]. （原始内容存档于2018-05-02） （中文）.
2. ↑  莫何敏儀，和大仔 Trevor Morris 盛裝出席城中活動[永久]
3. ↑  莫天賜講道家飲食法 的存檔，存档日期2012-09-20.
4. ↑  .   [2014-01-29]. （原始内容存档于2014-02-02）.
5. ↑  .   [2014-03-30]. （原始内容存档于2014-03-30）.